# Jacek Sobczak (piłkarz)
Jacek Sobczak (ur. 5 sierpnia 1968 w Wałbrzychu) – polski piłkarz, występujący na pozycji pomocnika.

## Życiorys
Jest wychowankiem Górnika Wałbrzych, w którego juniorskich drużynach grał od 1980 roku. Seniorską karierę rozpoczynał w 1986 roku w Metalu Kluczbork. Rok później wrócił do Górnika Wałbrzych. W barwach tego klubu rozegrał 22 mecze w I lidze. W sezonie 1988/1989 spadł do II ligi. Na początku 1991 roku przeszedł do Legii Warszawa. W 1991 roku wystąpił w ćwierćfinale Pucharu Zdobywców Pucharów w wygranym dwumeczu z UC Sampdoria (1:0, 2:2), grał również w rewanżowym półfinałowym spotkaniu z Manchesterem United (1:1). W październiku 1992 roku został piłkarzem Śląska Wrocław. Latem 1993 roku przeszedł do Polonii Warszawa, a po pół roku do Motoru Lublin. W sezonie 1995/1996 występował w Lechii Dzierżoniów, rozgrywając 24 spotkania. Po zakończeniu sezonu został zawodnikiem KP Wałbrzych. Następnie grał w BKS Bolesławiec, Górniku Polkowice, Górniku Wałbrzych, Orle Ząbkowice Śląskie, Lechii Dzierżoniów i Olimpii Kamienna Góra, w której w 2002 roku zakończył karierę. Ogółem wystąpił w 94 meczach I ligi, w których zdobył 6 goli.
Po zakończeniu kariery mieszkał w Wałbrzychu. W 2015 roku został osobą bezdomną. Jesienią 2016 roku dzięki ogłoszonej zbiórce uzyskał środki na wynajęcie mieszkania w Boguszowie-Gorcach.

## Statystyki ligowe
| Sezon         | Klub               | Liga     | Mecze | Gole |
| ------------- | ------------------ | -------- | ----- | ---- |
| 1987/1988     | Górnik Wałbrzych   | I liga   | 12    | 0    |
| 1988/1989     | Górnik Wałbrzych   | I liga   | 10    | 0    |
| 1989/1990     | Górnik Wałbrzych   | II liga  | 26    | 2    |
| 1990/1991 (j) | Górnik Wałbrzych   | II liga  | 19    | 3    |
| 1990/1991 (w) | Legia Warszawa     | I liga   | 12    | 0    |
| 1991/1992     | Legia Warszawa     | I liga   | 33    | 4    |
| 1992/1993 (j) | Legia Warszawa     | I liga   | 4     | 0    |
| 1992/1993     | Śląsk Wrocław      | I liga   | 18    | 2    |
| 1993/1994 (j) | Polonia Warszawa   | I liga   | 5     | 0    |
| 1993/1994 (w) | Motor Lublin       | II liga  | 11    | 1    |
| 1995/1996     | Lechia Dzierżoniów | III liga | 24    | 6    |
| 1996/1997     | KP Wałbrzych       | II liga  | 27    | 2    |
| 1999/2000 (w) | Lechia Dzierżoniów | IV liga  | 14    | 0    |